# Jacob Karlzon

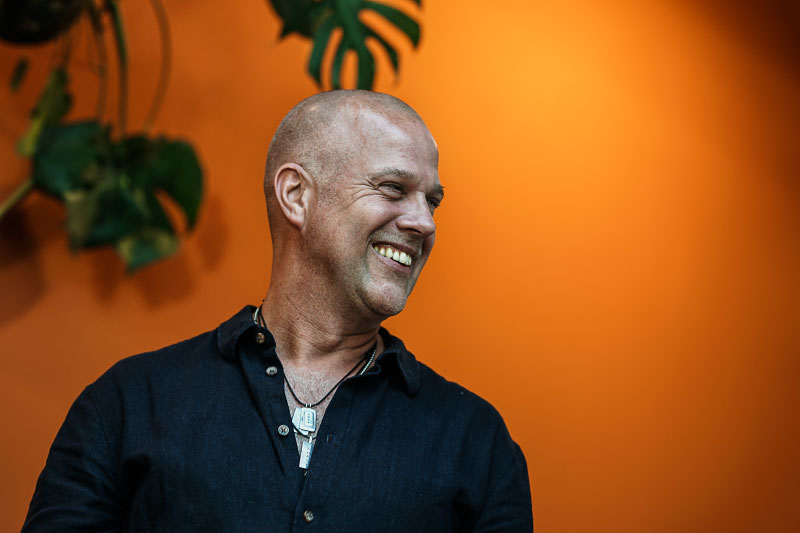
Jacob Karlzon (2019)

Jacob Karlzon (* 19. Oktober 1970 in Jönköping) ist ein schwedischer Jazzpianist und Komponist. Er gilt „als einer der herausragenden Pianisten in der Nachfolge eines Esbjörn Svensson.“

## Leben und Wirken
Karlzon legte bereits 1992 sein Debütalbum vor. In Schweden gewann er 1997 Aufmerksamkeit mit der Malmöer Combo Blue Pages (zu der auch Fredrik Carlquist gehörte). International ist seit 1999 als musikalischer Leiter der Band von Viktoria Tolstoy hervorgetreten, mit der er auf zahlreichen Tourneen war und für die er auch komponierte. Weiterhin ist er Mitglied im Quartett des Trompeters Peter Asplund. Auch fungierte er mehrere Jahre als Pianist der Tolvan Big Band. 2008 veröffentlichte er ein Album als Solopianist, das kompositorisch von Maurice Ravel inspiriert ist und bei der Kritik große Beachtung fand. Mit seinem Quintett spielt er eher orientiert am Hard Bop, während in seinem Trio mit Hans Andersson und Jonas Holgersson auch Metal-Einflüsse feststellbar sind. Er ist nicht nur in Skandinavien, sondern auch in Großbritannien und Deutschland auf zahlreichen Festivals aufgetreten.
Karlzon trat auch mit Billy Cobham, Kenny Wheeler, Bob Berg, Tim Hagans, Jeff Ballard, Norma Winstone, Cæcilie Norby, Nils Landgren, Silje Nergaard, Sofia Pettersson, Johan Leijonhufvud, Rigmor Gustafsson, Lina Nyberg, Trine-Lise Væring, Anders Bergcrantz, Putte Wickman und Dominic Miller auf. Mit seiner Band begleitete er auch die dänische Sängerin Hanne Boel.

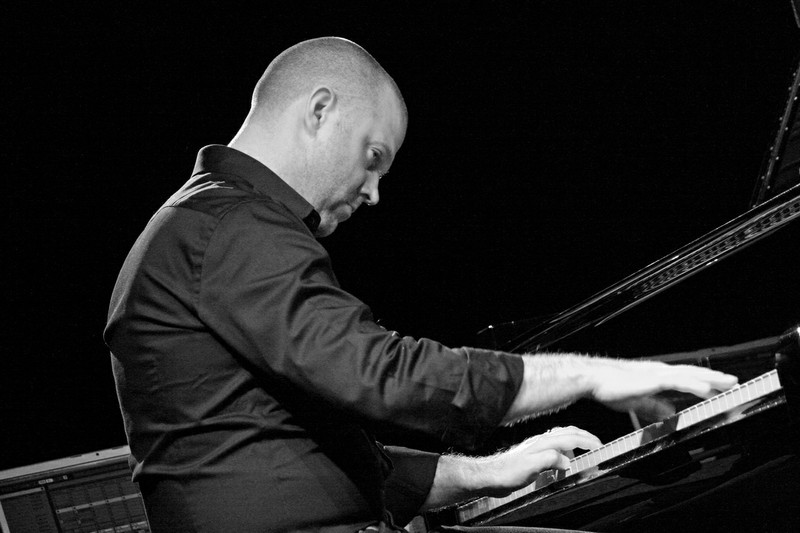
Jacob Karlzon 2010 auf dem Jazzfestival St. Ingbert

## Preise und Auszeichnungen
1997 wurde er mit der Band Blue Pages mit dem Preis Jazz i Sverige ausgezeichnet. Im gleichen Jahr wurde er von den Jazzkritikern im schwedischen Radio P2 zum Newcomer des Jahres gewählt. Mit dem Quartett von Peter Asplund Quartet gewann er 2007 den Gyllene Skivan und den Manifestgala-Preis mit Lochiel's Warning. 2010 erhielt er den schwedischen Django d’Or in der Kategorie Contemporary Star of Jazz. Der Hörerpoll des schwedischen Radios zeichnet ihn im gleichen Jahr als Jazzmusiker des Jahres aus.

## Diskographische Hinweise
- Take Your Time (Dragon Records, 1996)
- Big 5 (Prophone, 2003, mit Peter Asplund, Karl-Martin Almqvist, Mattias Svensson, Peter Danemo sowie Victoria Tolstoy)
- Improvisational 3 (Caprice Records, 2008, solo)
- Heat (Caprice Records, 2009, mit Karl-Martin Almqvist, Peter Asplund, Hans Andersson, Jonas Holgersson)
- The Big Picture (Stunt Records, 2011)
- More (ACT, 2012, mit Hans Andersson, Jonas Holgersson)
- Viktoria Tolstoy & Jacob Karlzon: A Moment of Now (ACT, 2013)
- Shine (ACT, 2014)
- Open Waters (Warner, 2019)
- Wanderlust (Warner, 2021)
- Dominic Miller: Vagabond (ECM, 2023)[4]
- Winter Stories (Warner, 2024)